# Judy
『Judy』（ジュディー）は、小学館が発行していた日本の女性向け漫画雑誌。月刊。毎月24日発売。1985年に創刊。2008年8月23日発売の10月号をもって休刊となった。

## 概要
「ヲンナを楽しむ!コミック誌」がキャッチフレーズ。主な読者は20歳代以上の女性で、読み切り作品を中心に掲載していた。掲載作品の単行本は、小学館のJUDYコミックスから発売された。新人発掘のため、漫画の新人賞としてJudyコミック杯が設けられていた。

## 連載作品
- 5+わん=ロク 視覚障害の仔犬物語（麻乃真純）
- 市長 遠山京香（赤石路代）
- スピリタス（上杉可南子）
- 裸心の十字架（湊よりこ）
- パパーズ! 〜夫は二人もいりません〜（まつもと史子）
- ふたりはおしり愛（高田りえ）
- 男の悪口 女の悪口（上杉可南子）
- 片翼同盟（くさか里樹）
- 窮鼠はチーズの夢を見る（水城せとな）
- ケイリン野郎（くさか里樹）
- ゴールド（藤田和子）
- 幸せ咲いた（ありさか邦）
- 色即是恋（上杉可南子）
- シルバー（藤田和子）
- 適齢期の歩き方（池田さとみ）
- パートナー 進め!ソラ（麻乃真純）
- 華にナースコール（まつもと史子）
- 美容師MOMO（山本よしこ）
- ほっと・ペットクリニック（麻乃真純）
- 夫婦（）探偵奮戦記、ボディコン刑事（井上恵美子）
- よい子の味方（佐香厚子）
- 離婚請負人 沙樹（綾部瑞穂）
- リビドーの海（上杉可南子）

## 読切り等掲載作家
- 高瀬由香
- 武内昌美
- 浜口奈津子
- 藤臣美弥子
- 吉原由起
- 河野やす子

## 発行部数
- 2003年9月1日 - 2004年8月31日、156,833部[2]
- 2004年9月 - 2005年8月、135,833部[2]
- 2005年9月1日 - 2006年8月31日、120,667部[2]
- 2006年9月1日 - 2007年8月31日、106,166部[2]

## 関連誌
- Nighty Judy（ナイティー・ジュディー） - 1992年に創刊[1]の月刊レディースコミック誌。キャッチフレーズは「愛を語らう女性コミック誌」。毎月8日発売。
- Judyオリジナル